# فريتز وليامز
فريتز وليامز (بالإنجليزية: Frederic Wanklyn Williams)‏ هو شخصية أعمال نيوزيلندي، ولد في 1854، وتوفي في 1940.